# Chronologie de Saint-Louis (Haut-Rhin)
Pour un article plus général, voir Saint-Louis (Haut-Rhin).
Pour les articles homonymes, voir Saint-Louis.
Cet article parle exclusivement de la chronologie de la ville de Saint-Louis et de ses quartiers (Bourgfelden, Neuweg et Michelfelden).

## Saint-Louis
- 1684 : le bourg fut créé et baptisé de son nom par Louis XIV, en se rattachant au patronage du roi saint Louis, selon le souhait de ses habitants. Les trois fleurs de lys des armoiries des rois de France ornent son blason. Le hameau d'une centaine d'âmes est alors un petit lieu-dit annexé à la commune de Village-Neuf. Bien situé sur la chaussée royale, liaison de Mulhouse à Bâle, il se compose de quelques maisons de gardes de tabac, d'une ferme, d'une chapelle, d'une maison de douane et d'un relais de poste aux chevaux.
- 1791 : établissement à Saint-Louis d'un État-Major complet de la Douane nationale.
- 1793 : Saint-Louis obtient son autonomie municipale par sa réunion officielle avec  Michelfelden, sous le nom révolutionnaire de Bourglibre.
- 1814 : la commune a son école.
- 1816 : fondation de la Grande-Brasserie de Saint-Louis par Alexandre Freund
- 1827 : autonomie paroissiale.
- 1842 : fondation de l'église Saint-Louis.
- 1840 : arrivée du chemin de fer à Saint-Louis.
- 1847 : autonomie financière avec un territoire communal propre.
- 1866 : le hameau est devenu une bourgade très active, la plus peuplée du canton de Huningue avec plus de 2 500 habitants. De nombreux ateliers, des maisons de transport et une brasserie s'y sont installés et y prospèrent.
- 1er mars 1900 : Inauguration du tramway de Bâle qui s'arrête dans la ville.
- 1909 : début de la production de la liqueur italienne Fernet Branca à Saint-Louis. Elle stoppera en 2000 ; la façade et l'immense emblème de l'aigle surmontant le globe terrestre seront inscrits sur l'inventaire supplémentaire des Monuments historiques en 1996.
- 20 novembre 1944 : Saint-Louis est libérée du joug de l'occupation nazie.
- 1953 : fusion avec la commune de Bourgfelden.
- 1958 : rattachement de la commune de La Chaussée, quartier Neuweg. C'est la fin de la ligne de tramway bâloise à Saint-Louis.
- 1970 : Saint-Louis inaugure l'aéroport de Bâle-Mulhouse.
- 1984 : Saint-Louis organise sa première Foire du livre.
- octobre 1986 : 1er festival de spectacles courts Théatra.
- nuit du 31 octobre au 1er novembre 1986 : Catastrophe de Schweizerhalle provoquant la pollution du Rhin de Muttenz jusqu'à la Mer du Nord. La population doit rester enfermée pendant 48 heures.
- 1989 : inauguration de l'hôtel de ville qui est le premier élément de la restructuration du centre-ville.
- 1993 : construction de la médiathèque et achèvement de la Croisée des Lys.
- 1999 : achèvement du théâtre de 504 places et des 3 salles de cinéma. Mise en service du parc de stationnement souterrain.
- 15 juin 2004 : Ouverture du musée d’Art contemporain Fernet-Branca [1] dans les anciens locaux de la distillerie.
- 2007 : deux attaques de chiens ont lieu en moins d'une semaine dans deux lieux différents en France alors qu'une troisième, moins importante, a lieu à Saint-Louis dans la même semaine. Il s'agit d'un rotweiler qui a blessé le père du maître[2].
- 16 juillet 2008 : à 18h54, la sirène du système d'alerte chimique se fait entendre. Le centre d'incendie et de secours de la ville reçoit une centaine d'appels d'habitants inquiets. Il s'agit en fait d'une fausse alerte. Une mauvaise manipulation de la part des pompiers est à l'origine de l'alarme[3].
- 20 septembre 2008 : inauguration du nouveau Stade de la Frontière

## Bourgfelden
- Époque gallo-romaine : Fondation de Robur.
- 1375 : Disparition de Kreften.
- 1650 : Fondation de Bourgfeld.
- 1667 : Création de l'annexe.
- 1688 : Première apparition de Bourgfeld sur une carte.
- 10 juin 1793 : Bourgfelden obtient son indépendance communale.
- 1800 : Christophe Dinthoff devient le premier maire de Bourgfelden.
- 1815 : Troisième siège de la forteresse de Huningue, Bourgfelden se fait incendié par l'archiduc Jean d'Autriche.
- 1820 : On compte 270 habitants.
- 1825 : Construction de la première maison commune (mairie, école, corps de garde)
- 1834 : Création du bureau de douane.
- 1841 : 473 habitants sont recensés.
- 1850 : L'affaire Robé secoue Bourgfelden.
- 25 avril 1866 : Bourgfelden obtient son indépendance financière.
- 1869 : Présentation de la première matrice cadastrale.
- 1870 : Bourgfelden devient allemand.
- 1872 : Création du cimetière.
- 1880 : Construction de la mairie-école des garçons.
- 1887 : Début de la construction de l'église Saint-Charles.
- 1888 : Création du corps des sapeurs-pompiers.
- 1889 : Fin de la construction de l'église, Bourgfelden obtient son indépendance paroissiale.
- 1896 : Construction d'un presbytère catholique.
- 1898 : Arrivée du télégraphe, du téléphone et du réseau d'eau.
- 1900 : Construction de l'école des filles.
- 1902 : Construction du foyer catholique.
- 1906 : Installation de l'éclairage des rues.
- 1911 : Mis en place du réseau de distribution de gaz.
- 1914 : 1500 habitants dont 300 à Neuf-Bourgfelden.
- Première Guerre mondiale : Bourgfelden est séparé du reste de l'Alsace, tout comme les villes du sud de la région.
- 1918 : Bourgfelden redevient français.
- 1920 : Construction de l'escalier entre les rues actuelles du maréchal de Lattre de Tassigny et la rue du docteur Marcel Hurst.
- 1921 : Ouverture de la première école maternelle.
- 1928 : Création du monument aux morts dans le cimetière.
- 1933 : Construction de la maison des sœurs garde-malades.
- 1935 : Édification de la chapelle protestante.
- Vendredi 1er septembre 1939, 15 heures : Évacuation de la population.
- 1940 : La population revient après un an d'évacuation dans le sud-ouest de la France.
- novembre 1941 : Wilhelm Schellenberg, bourgmestre nazi de Weil-am-Rhein, nouveau Stadtkommissar de la commune de Hüningen - Sankt-Ludwig fusionne Bourgfelden avec la commune déjà fusionnée.
- 20 novembre 1944 : Libération de Hüningen - Sankt-Ludwig.
- 1945 : dissolution de Hüningen - Sankt-Ludwig
- 18 février 1953 : Arrêté préfectoral stipulant la fusion entre Saint-Louis et Bourgfelden.
- 1er mars 1953 : Bourgfelden cesse d'exister, laissant place à Saint-Louis.

## Sources
- Saint-Louis Porte de France, par Paul-Bernanrd Munch de 1995 aux éditions Coprur.